# Их Италия
«Их Италия» — документальный фильм-путешествие, снятый в 2011 году ведущим Владимиром Познером в партнерстве с Иваном Ургантом и съемочной группой, которая работала над фильмом «Тур де Франс». Основные съёмки велись летом 2011 года в Италии, впоследствии были вмонтировали ранее отснятые интервью со знаменитыми итальянцами. В рамках фильма интервью дали, в том числе, Сальваторе Стриано, Тонино Гуэрра, Франко Дзеффирелли, Моника Беллуччи.
Премьера первых 2-х серий прошла на Первом канале 1 июля 2012 года. На DVD фильм выпущен 9 августа 2012 года компанией «Флагман-Трейд».

## История создания, концепция и премьера
Премьеру не единожды откладывали. «Первый канал» планировал транслировать фильм с декабря 2011 года. В конце декабря 2011 года Владимир Познер заметил, что гендиректор «Первого канала» утвердит премьеру фильма только на вторую половину января 2012 года. 7 февраля 2012 года на презентации книги «Прощание с Иллюзиями» Владимир Познер сказал, что фильм выйдет в апреле 2012 года. В итоге было запланировано, что премьера сериала состоится в мае. 28 мая в кинозале ГУМа в рамках фестиваля «Черешневый лес» Познер заявил, что премьера утверждена на 17 июня 2012 года. 11 июня стало известно, что премьера сериала должна состояться 1 июля 2012 года.
Концепция фильма состоит в освещении кулинарной, культурной и социальной жизни Италии. Познер с Ургантом берут 10 интервью у самых известных итальянцев, затем совершают поездку по знаковым местам страны..
Официальная презентация фильма «Их Италия» состоялась в ресторане «Geraldine» 6 декабря 2011 года, во время которой Владимир Познер выступил с речью об итогах путешествия и впечатлениях об итальянцах.

### Книга
По мотивам путешествия со съёмочной группой по Италии Владимир Познер написал книгу «Их Италия. Путешествие-размышление „по сапогу“».

## Серии
| №  | Название                                            | Дата показа |
| -- | --------------------------------------------------- | ----------- |
| 1  | «Флорентийский характер. Строцци-Антинори»          | 1 июля      |
| 2  | «Родиться и умереть в Венеции»                      | 1 июля      |
| 3  | «Дзеффирелли — Барилари — Белуччи»                  | 2 июля      |
| 4  | «Обыкновенный гений. Гуэрра и Мюллер»               | 3 июля      |
| 5  | «Итальянская фамилия. Мартини — Феррагамо»          | 4 июля      |
| 6  | «Итальянский характер. Аль Бано - Этро»             | 5 июля      |
| 7  | «Ватикан. Кардинал Равази»                          | 9 июля      |
| 8  | «Красота по-итальянски. Дольче и Габбана — Бочелли» | 10 июля     |
| 9  | «Неаполь»                                           | 11 июля     |
| 10 | «Хак — Страда — Бартозини»                          | 12 июля     |

## Съёмочная группа
- режиссер — Валерий Спирин
- продюсер — Владимир Познер, Анна Колесникова
- оператор — Владислав Черняев
- композитор — Екатерина Чемберджи

## Критика
На сайте «Кинопоиск» рейтинг сериала составляет 7,9 из 10, на киноагрегаторе Internet Movie Database — 6,9 из 10.
Газета «La Stampa» охарактеризовала «Их Италия» как очень откровенный и ироничный трэвел-фильм, а также высказала мнение, что фильм был долгожданным для российской публики. В рамках серии встреч с итальянскими и российскими деятелями культуры Владимир Познер был гостем в посольстве Италии. Познер рассказал послу Рагаглини о своей тесной связи с Италией, основываясь на своём документальном фильме «Их Италия».